# Beločnica
Beločnica (latinsko sclera) je večji del zunanje plasti očesnega zrkla. Je iz vezivnega tkiva in je čvrsta, gradijo jo kolagen in elastična vlakna. Največkrat je bele barve, pri nekaterih živalih (npr. konjih in kuščaricah) pa je lahko tudi črna. Spredaj se stika s prozorno roženico.